# Place du Vieux-Clocher
La place du Vieux-clocher est une place de Massy dans le quartier du Vieux Massy ou Massy Centre.

## Situation et accès
La place du Vieux Clocher est une place de forme approximativement rectangulaire de 70 m de longueur, de 20 m de largeur rue de la Division Leclerc et de 25 m sur l’espace piétonnier dans le prolongement de la rue Jules-Ferry vers la place Schoelcher. Elle est limitée à l’ouest par l’église Sainte-Marie-Madeleine, à l’est par le rang d’immeubles entre la rue Jules-Ferry et la rue de la Division-Leclerc. Elle comprend une voie de circulation à double sens bordée de files de stationnement et de trottoirs entre ces deux rues, le square Aimé Césaire entre cette voie et l’église et un petit parking entre ce square et l’église. Le passage piétonnier Frédéric Bonnefille, du nom d’un ancien maire de Massy, relie la place à la ruelle Gaudon.
La place est desservie par la gare de Massy-Verrières.

## Dénomination
Son nom se réfère au clocher de l’église Sainte-Marie-Madeleine, élément réchappé du bombardement de juin 1944. 

## Historique
Le nivellement au XVIIe siècle du terrain très pentu entre l’église et la cour des Bannières (cette ferme surplombait l’ensemble) est à l’origine de la place. Il restait une déclivité encore visible (la base du clocher est un peu en contrebas du trottoir). Un presbytère fut construit vers 1660 à l’emplacement de l’actuelle église en même temps que  la nef de l’église reconstruite en remplacement de l’ancienne du XIIIe siècle qui s’était effondrée. Cette nef était située le long du clocher au bord de la rue de l’église, actuelle rue de la Division-Leclerc. Pierre-François Aragon marchand tuilier achète en 1795 le presbytère et son jardin vendus comme bien national et y extrait de la glaise ce qui fragilise le clocher et nécessite des travaux de consolidation. Par la suite, Pierre Aragon fait donation du terrain à la commune en dédommagement des dégâts causés par cette exploitation. La place aménagée à partir de 1840 sert aux évolutions de la garde nationale et des pompiers. Le marché du village s’y tient 2 fois par semaine. Une école est construite en 1885 à l’emplacement de l’ancien presbytère détruit vers 1820. La place était nommée indifféremment « place d’Armes », « place de l’église » ou « place de l’école ».
L’église, l’école et des bâtiments environnants sont détruits par des bombardements en juin 1944. Une nouvelle l’église est construite à l’emplacement de l’ancienne école.
Au cours des années 1970, la place était pratiquement devenue un parking.
Des immeubles sont bâtis dans les années 1990, au nord à l’emplacement de jardins de propriétés privées, à l’est dans les années 1980 plus près de l’église réduisant l’étendue de la place.  L’aménagement d’un square vers 1990 limite la place à une voie de circulation.